# (4002) Синагава
(4002) Синагава (лат. Shinagawa) — астероид главного пояса, открытый 14 мая 1950 год немецким астрономом Карлом Рейнмутом в Гейдельбергской обсерватории в Германии и названный в честь японца Сэйси Синагавы, который первым начал применять электронно-вычислительные машины для расчёта орбит.

Орбита астероида Синагава и его положение в Солнечной системе